# Agrupación Deportiva Colmenar Viejo
La Agrupación Deportiva Colmenar Viejo es un club de fútbol de Colmenar Viejo (Madrid) España.

## Historia
- La Agrupación Deportiva Colmenar Viejo fue fundada en 1967 y juega en la Tercera División Madrileña
- En las últimas temporadas jugó en Preferente.